# Geuda Springs (Kansas)
Geuda Springs – miasto w Stanach Zjednoczonych, w stanie Kansas, położone na terenie dwóch hrabstw; hrabstwa Cowley oraz Sumner.